# Scott Pembroke
Scott Pembroke (13 de setembro de 1889 – 21 de fevereiro de 1951) foi um diretor, ator e roteirista norte-americano. Natural de São Francisco, Estados Unidos, ele dirigiu 73 filmes entre 1920 e 1937.
Pembroke faleceu em Pasadena, nos Estados Unidos, em 1951.